# Пам'ятник Володимиру Висоцькому та Марині Владі
Пам'ятник Володимиру Висоцькому і Марині Владі — пам'ятник, встановлений в Єкатеринбурзі поруч із головним входом в торговельно-розважальний центр «Антей», за адресою: вул. Червоноармійська, 10.

## Автори проекту
- Автор ідеї: Андрій Гавриловський.
- Автор проекту — архітектор: Олександр Сильницький.
- Будівельники: Ковальська майстерня села Новоалексієвське Свердловської області.

## Історія створення
Встановлення пам'ятника було приурочено до 25 січня — дня народження Висоцького. Ідея пам'ятника і образ Володимира Висоцького, котрий виконує на гітарі пісню Марині Владі, спочатку узгоджувалася із сином артиста Микитою Висоцьким.

## Опис пам'ятника
Пам'ятник Володимиру Висоцькому і Марині Владі відлитий із бронзи. Фігури виглядають природно, оскільки збережено натуральні пропорції. Композиція: В. Висоцький грає на гітарі, а М. Владі сидить поруч з ним… Пам'ятник встановлено навпроти готелю «Великий Урал», в якому Висоцький зупинявся під час приїздів на гастролі.

## Відкриття пам'ятника
Пам'ятник відкрито 5 лютого (за іншими джерелами 3 лютого) 2006 року. На церемонії відкриття були присутні: Микита Висоцький, Валерій Золотухін та Олександр Філіппенко. Марину Владі теж запрошували на відкриття скульптури. Вона не приїхала, але пообіцяла, що коли наступного разу буде в Росії, то обов'язково відвідає Єкатеринбург .
Відкрили міську скульптуру мер Єкатеринбурга Аркадій Чернецький та автор ідеї монумента Андрій Гавриловський.